# Asplenium steerei
Asplenium steerei är en svartbräkenväxtart som beskrevs av Harr. Asplenium steerei ingår i släktet Asplenium och familjen Aspleniaceae. Inga underarter finns listade.